# شاهد شما (فیلم)
شاهد شما (انگلیسی: Your Witness) یک فیلم به کارگردانی رابرت مونتگومری است که در سال ۱۹۵۰ منتشر شد. از بازیگران آن می‌توان به رابرت مونتگومری، لسلی بنکز، و فلیکس آیلمر اشاره کرد.